# Papua-neuguineische Fußballnationalmannschaft (U-20-Männer)
Die papua-neuguineische U-20-Fußballnationalmannschaft ist eine Auswahlmannschaft papua-neuguineischer Fußballspieler, welche der Papua New Guinea Football Association unterliegt.

## Turnierbilanzen bei U-20-Ozeanienmeisterschaften
| U-20-Ozeanienmeisterschaft | U-20-Ozeanienmeisterschaft | U-20-Ozeanienmeisterschaft | U-20-Ozeanienmeisterschaft | U-20-Ozeanienmeisterschaft | U-20-Ozeanienmeisterschaft | U-20-Ozeanienmeisterschaft | U-20-Ozeanienmeisterschaft | U-20-Ozeanienmeisterschaft |
| Jahr                       | Teilnahme bis              | Gespielt                   | Gewonnen                   | Unentschieden              | Verloren                   | Tore                       | Gegentore                  | Tordifferenz               |
| -------------------------- | -------------------------- | -------------------------- | -------------------------- | -------------------------- | -------------------------- | -------------------------- | -------------------------- | -------------------------- |
| 1974                       | Keine Teilnahme            | Keine Teilnahme            | Keine Teilnahme            | Keine Teilnahme            | Keine Teilnahme            | Keine Teilnahme            | Keine Teilnahme            | Keine Teilnahme            |
| 1978                       | 4. Platz                   | 3                          | 0                          | 0                          | 3                          | 0                          | 17                         | −17                        |
| 1980                       | Gruppenphase               | 2                          | 0                          | 0                          | 2                          | 2                          | 9                          | −7                         |
| 1982                       | 4. Platz                   | 4                          | 0                          | 1                          | 3                          | 2                          | 11                         | −9                         |
| 1985                       | 6. Platz                   | 5                          | 0                          | 0                          | 5                          | 2                          | 31                         | −29                        |
| 1986                       | Keine Teilnahme            | Keine Teilnahme            | Keine Teilnahme            | Keine Teilnahme            | Keine Teilnahme            | Keine Teilnahme            | Keine Teilnahme            | Keine Teilnahme            |
| 1988                       | Gruppenphase               | 3                          | 1                          | 1                          | 1                          | 6                          | 2                          | 4                          |
| 1990                       | Keine Teilnahme            | Keine Teilnahme            | Keine Teilnahme            | Keine Teilnahme            | Keine Teilnahme            | Keine Teilnahme            | Keine Teilnahme            | Keine Teilnahme            |
| 1992                       | Gruppenphase               | 4                          | 0                          | 0                          | 4                          | 3                          | 11                         | −8                         |
| 1994                       | Gruppenphase               | 3                          | 0                          | 0                          | 3                          | 0                          | 6                          | −6                         |
| 1997                       | Keine Teilnahme            | Keine Teilnahme            | Keine Teilnahme            | Keine Teilnahme            | Keine Teilnahme            | Keine Teilnahme            | Keine Teilnahme            | Keine Teilnahme            |
| 1998                       | Keine Teilnahme            | Keine Teilnahme            | Keine Teilnahme            | Keine Teilnahme            | Keine Teilnahme            | Keine Teilnahme            | Keine Teilnahme            | Keine Teilnahme            |
| & 2001                     | Gruppenphase               | 5                          | 1                          | 0                          | 4                          | 5                          | 18                         | −13                        |
| & 2002                     | Gruppenphase               | 2                          | 0                          | 1                          | 1                          | 2                          | 8                          | −6                         |
| 2005                       | Keine Teilnahme            | Keine Teilnahme            | Keine Teilnahme            | Keine Teilnahme            | Keine Teilnahme            | Keine Teilnahme            | Keine Teilnahme            | Keine Teilnahme            |
| 2007                       | Keine Teilnahme            | Keine Teilnahme            | Keine Teilnahme            | Keine Teilnahme            | Keine Teilnahme            | Keine Teilnahme            | Keine Teilnahme            | Keine Teilnahme            |
| 2008                       | Keine Teilnahme            | Keine Teilnahme            | Keine Teilnahme            | Keine Teilnahme            | Keine Teilnahme            | Keine Teilnahme            | Keine Teilnahme            | Keine Teilnahme            |
| 2011                       | Gruppenphase               | 3                          | 1                          | 1                          | 1                          | 7                          | 6                          | 1                          |
| 2013                       | 5. Platz                   | 4                          | 0                          | 0                          | 4                          | 4                          | 22                         | −18                        |
| 2014                       | 5. Platz                   | 5                          | 1                          | 1                          | 3                          | 6                          | 13                         | −7                         |
| & 2016                     | Gruppenphase               | 3                          | 0                          | 1                          | 2                          | 3                          | 8                          | −5                         |
| & 2018                     | Gruppenphase               | 3                          | 1                          | 0                          | 2                          | 4                          | 10                         | −6                         |
| 2022                       | Viertelfinale              | 3                          | 1                          | 0                          | 3                          | 3                          | 11                         | −8                         |
| Total                      | 15                         | 52                         | 6                          | 6                          | 41                         | 49                         | 183                        | -134                       |

Amerikanisch-Samoa |
Cookinseln |
Fidschi |
Neukaledonien |
Neuseeland |
Papua-Neuguinea |
Salomonen |
Samoa |
Tahiti |
Tonga |
Vanuatu
Assoziierte Mitglieder

Kiribati |
Niue |
Tuvalu
Ozeanische U-20-Nationalmannschaften des AFC

Australien |
Guam |
Nördliche Marianen
Nicht-OFC-Mitglieder

Föderierte Staaten von Mikronesien |
Marshall-Inseln |
Nauru |
Palau |
Wallis und Futuna
U-20-Fußballnationalmannschaften der:

AFC (Asien) |
CAF (Afrika) |
CONCACAF (Nord-, Zentralamerika, Karibik) |
CONMEBOL (Südamerika) |
UEFA (Europa)